# Список железнодорожных станций и платформ Удмуртии

В этой статье приведён список всех железнодорожных платформ (остановочных пунктов) и станций на территории Удмуртской Республики, расположенных на железнодорожных линиях общего пользования. В список не вошли остановочные пункты других субъектов Российской Федерации, даже те, которые находятся между двумя платформами, обе из которых находятся на территории Удмуртии, поэтому в списках по направлениям не обязательно находятся остановочные пункты, идущие на линии подряд.
Во всех разделах списка, кроме маршрутов Транссибирской магистрали, станции и платформы приведены в порядке удаления от Ижевска. На маршрутах Транссиба станции отсортированы по увеличению официального километража. Закрытые станции и платформы отмечены курсивным начертанием.

## Горьковская железная дорога

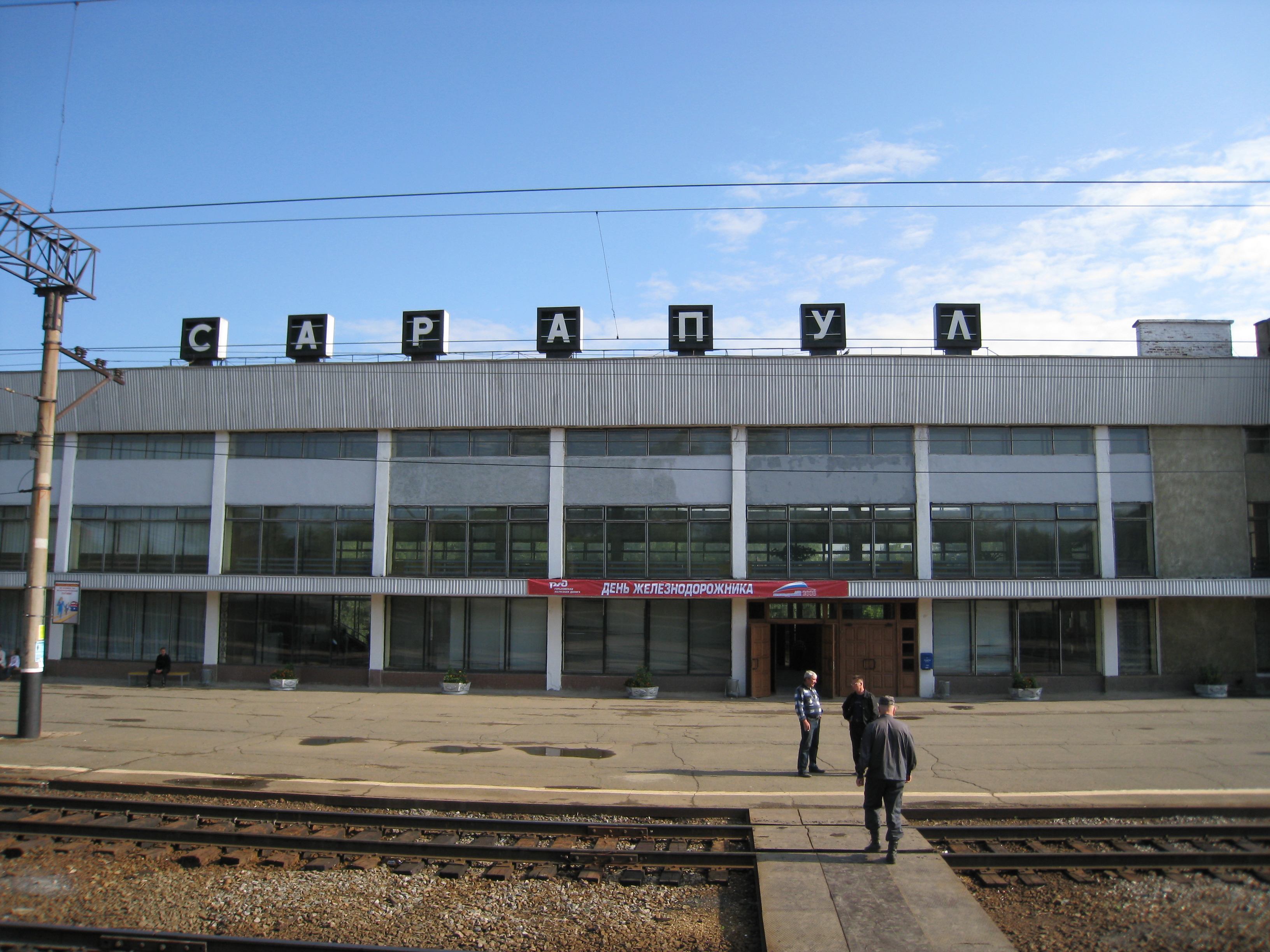
Вокзал в Сарапуле

### Ижевское отделение

#### Балезинское направление
- Ижевск (станция)
- Заводская (станция)
- Воложка (платформа)
- Люкшудья (станция)
- Пестовка (платформа)
- Угловой (станция)
- 105 км (платформа ГЖД)
- Чур (станция)
- Кекоран (станция)
- 88 км (платформа)
- Пастухово (станция)
- Лынга (платформа)
- Лоза (станция)
- 63 км (платформа)
- Кушья (станция)
- 49 км (платформа, Игринский район)
- Игра (станция)
- Меньил (станция)
- Люк (станция)
- Андрейшур (платформа)
- 5 км (платформа, Балезинский район)
- Зилай (станция)

#### Увинское направление
- Синтек (платформа)
- Кияик (платформа)
- Азино (станция)
- Областная (станция)
- Квака (платформа)
- Каркалай (станция)
- Ува II (станция)
- Ува I (станция)
- Торфяница (станция)
- 92 км
- Вавож (станция)
- Кокмож (станция)
- Инга (разъезд)
- Гуляево (платформа)
- Пижил (разъезд)
- Сюрек (станция)
- 142 км (платформа)
- Кильмезь (станция)

#### Воткинская линия
- Позимь (станция)
- 45 км (платформа ГЖД)
- 50 км (платформа)
- Вожой (станция)
- 58 км (платформа)
- 61 км (платформа)
- Июль (разъезд)
- 70 км (платформа)
- Болгуры (разъезд)
- 78 км (платформа)
- Кварса (станция)
- 95 км (платформа, Горьковская железная дорога)
- Воткинск (станция)

#### Алнашинское направление
- 31 км (платформа)
- 27 км (платформа, Завьяловский район)
- Лудзя (разъезд)
- Совхозный (платформа)
- 17 км (платформа)
- Юски (станция)
- 9 км (платформа)
- 6 км (платформа, Малопургинский район)
- 5 км (платформа, Малопургинский район)
- 4 км (разъезд)
- Горочный пост (платформа)
- Агрыз (станция)[1]
- 46 км (платформа)
- 49 км (платформа, Алнашский район)
- 53 км (платформа)
- Алнаши (станция)

#### Южный ходТранссиба
- Кизнер (станция)
- 981 км (платформа)
- Ягул (станция)
- 988 км (платформа)
- 993 км (платформа)
- Саркуз (станция)
- Мултан (платформа)
- 1007 км (платформа)
- Люга (станция)
- 1016 км (платформа)
- Сардан (платформа)
- Сюгаил (станция)
- 1024 км (платформа)
- Можга (станция)
- 1030 км (остановочный пункт)
- 1035 км (платформа)
- Чумайтло (платформа)
- Пычас (станция)
- 1050 км (платформа)
- 1055 км (платформа)
- Карамбай (станция)
- 1060 км (платформа)
- Уром (станция)
- 1072 км (платформа)
- Гожня (платформа)
- 1079 км (платформа)
- 1083 км (платформа)
- Успьян (платформа)
- Кичёво (станция)
- Сундуково (разъезд)
- 1117 км (платформа)
- Бугрыш (станция)
- Совхоз Удмуртский (платформа)
- 1129 км (платформа)
- Шевырялово (разъезд)
- 1136 км (платформа)
- Сарапул (станция)
- 1149 км (платформа)
- Армязь (станция)
- Шолья (станция)
- 1169 км (платформа)
- Кама (станция)
- Камбарка (станция)

#### Сайгатковская линия
- 6 км (платформа, Камбарский район)
- 8 км (платформа, Камбарский район)
- 12 км (платформа)
- Ужуиха (станция)
- 27 км (платформа, Сарапульский район)

### Казанское отделение
- Кочетло (остановочный пункт)

### Кировское отделение

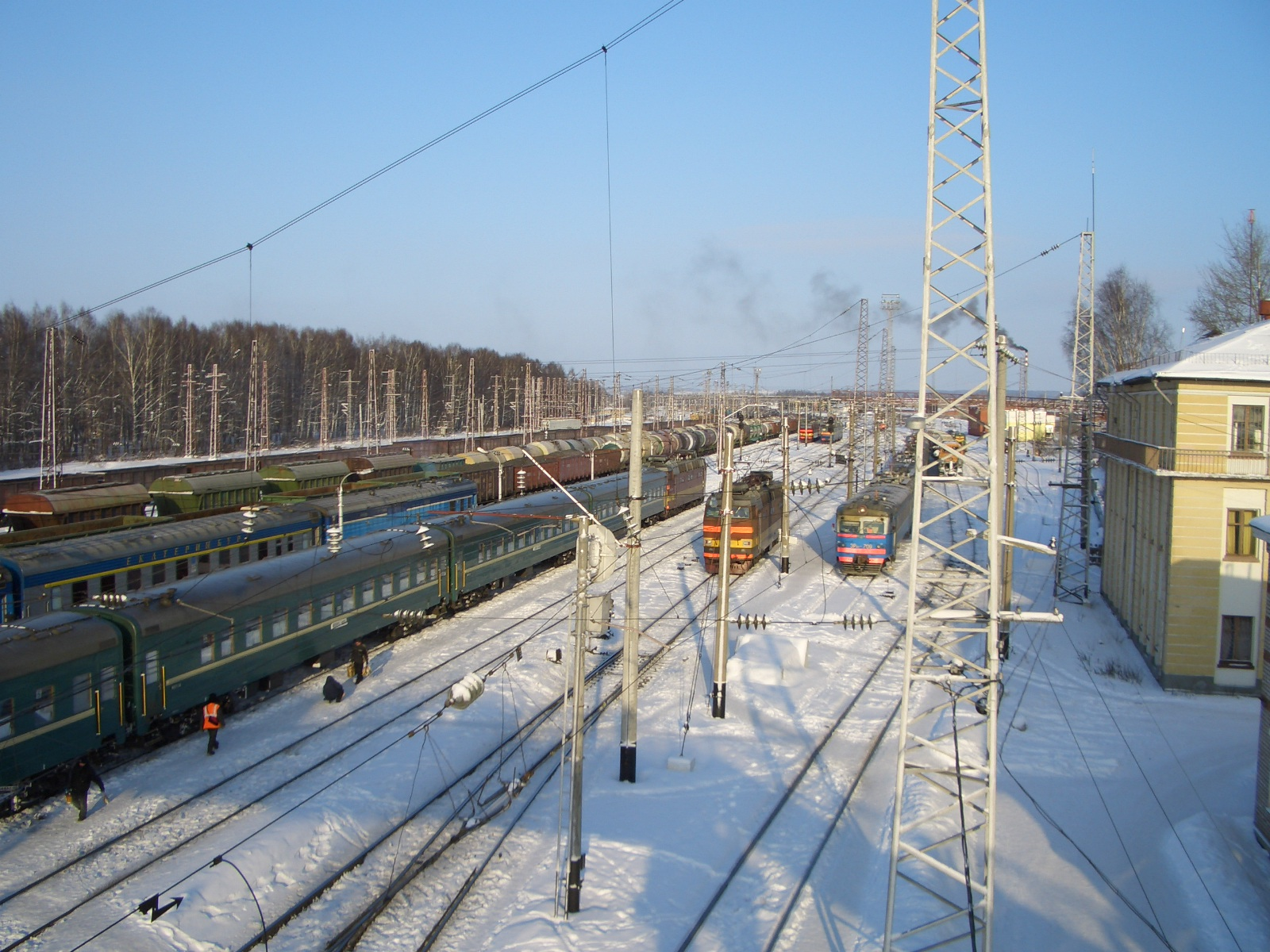
Железнодорожный узел в посёлке Балезино

#### Линия Яр —Верхнекамская
- Яр — парк B (платформа)
- 8 км (платформа, Ярский район)
- Пудемский (разъезд)
- 23 км (платформа)
- Перелом (разъезд)

#### Северный ход Транссиба
- Сада (станция)
- 1113 км (платформа)
- Бачумово (платформа)
- 1120 км (платформа)
- Яр (станция)
- 1127 км (платформа)
- Дизьмино (платформа)
- Балышур (платформа)
- Кожиль (станция)
- 1147 км (платформа)
- 1150 км (платформа)
- Убыть (платформа)
- Глазов (станция)
- 1169 км (платформа)
- Безум (платформа)
- 1177 км (платформа)
- Туктым (обгонный пункт)
- 1185 км (платформа)
- 1189 км (остановочный пункт)
- Балезино (станция)
- Диньшур (станция)
- Шур (станция)
- Пибаньшур (станция)
- Пост 1217 км

## Свердловская железная дорога
- Чепца (станция)
- Пушмези (платформа)
- Сегедур (платформа)
- Ключевское (платформа)
- Кез (станция)
- Лып (платформа)
- Кабалуд (станция)
- Филинцы (платформа)
- Кузьма (станция)

## Куйбышевская железная дорога
- 236 км (платформа) (о. п. Асановский)